# Utoya, 22 lipca
Utoya, 22 lipca (norw. Utøya 22. juli) – norweski thriller z 2018 roku w reżyserii Erika Poppe.
Obraz miał swoją premierę w konkursie głównym na 68. MFF w Berlinie. Uhonorowano go Europejską Nagrodą Filmową za najlepsze zdjęcia. Na ekrany polskich kin obraz wszedł 16 listopada 2018 roku.

## Fabuła
Film poświęcony jest masakrze na wyspie Utøya z 2011 roku. Nakręcony został jednym nieprzerwanym ujęciem w czasie rzeczywistym. Tragedia ukazana jest wyłącznie z perspektywy ofiar. Śledzimy ją poprzez główną bohaterkę Kaję tuż przed i w trakcie trwającego 72 minuty ataku.

## Obsada
- Andrea Berntzen – Kaja
- Aleksander Holmen – Magnus
- Brede Fristad – Petter
- Elli Rhiannon Müller Osbourne – Emilie
- Solveig Koløen Birkeland – ranna dziewczyna
- Magnus Moen – Tobias
- Jenny Svennevig – Oda
- Ingeborg Enes Kjevik – Kristine
- Sorosh Sadat – Issa
- Ada Eide – Caroline
- Mariann Gjerdsbakk – Silje
- Daniel Sang Tran – Even
- Torkel Dommersnes Soldal – Herman
- Karoline Schau – Sigrid
- Tamanna Agnihotri – Halima[4]

## Produkcja
Zdjęcia kręcono m.in. w Oslo.